# 88-го Квартала
88-го Кварта́ла — посёлок в Плесецком районе Архангельской области. Входит в состав Савинского городского поселения.

## География
Посёлок находится на расстоянии 45 км к северо-западу от посёлка городского типа Плесецк, административного центра района.

### Часовой пояс
Посёлок 88-го Квартала, как и вся Архангельская область, находится в часовой зоне МСК (московское время). Смещение применяемого времени относительно UTC составляет +3:00.

## Население
| 2002 | 2010 | 2012 |
| ---- | ---- | ---- |
| 130  | ↘23  | ↘21  |